# Signs of Life (album de Penguin Cafe Orchestra)
Pour les articles homonymes, voir Signs of Life.
Albums de Penguin Cafe Orchestra
Broadcasting From Home
(1984) When in Rome...
(1988)
Signs of Life est le 4e album studio de Penguin Cafe Orchestra sorti en mars 1987.
Il contient l'un des morceaux les plus connus de la formation, Perpetuum Mobile, qui a été utilisé dans des films (Mary et Max en 2009), des séries télévisées (The Handmaid's Tale : La Servante écarlate en 2017) ou des spots publicitaires,.
L'album est resté pendant cinq semaines dans le classement officiel des ventes au Royaume-Uni, atteignant la 49e place.

## Liste des titres
Toute la musique est composée par Simon Jeffes.
| No  | Titre                              | Durée |
| --- | ---------------------------------- | ----- |
| 1.  | Bean Fields                        | 4:24  |
| 2.  | Southern Jukebox Music             | 4:38  |
| 3.  | Horns of the Bull                  | 4:35  |
| 4.  | Oscar Tango                        | 3:13  |
| 5.  | The Snake and the Lotus (The Pond) | 2:55  |
| 6.  | Rosasolis                          | 4:20  |
| 7.  | Dirt                               | 4:48  |
| 8.  | Sketch                             | 3:18  |
| 9.  | Perpetuum Mobile                   | 4:28  |
| 10. | Swing the Cat                      | 3:22  |
| 11. | Wildlife                           | 10:58 |

## Musiciens
- Danny Cummins
- Simon Jeffes
- Helen Liebmann
- Bob Loveday
- Steve Nye
- Elisabeth Perry
- Geoffrey Richardson
- Neil Rennie
- Gavyn Wright